# Karolina Bosieková
Karolina Bosieková (* 20. února 2000 Tomaszów Mazowiecki, Polsko) je polská rychlobruslařka.
V roce 2014 začala závodit ve Světovém poháru juniorů, roku 2015 debutovala na juniorském světovém šampionátu. Na konci roku 2016 poprvé startovala v seniorském Světovém poháru, pravidelně v něm začala nastupovat od podzimu 2017. Zúčastnila se Zimních olympijských her 2018 (1000 m – 29. místo, 3000 m – 16. místo, stíhací závod družstev – 7. místo). Na Mistrovství Evropy 2022 vyhrála závod v týmovém sprintu. Startovala na ZOH 2022 (1000 m – 17. místo, hromadný start – diskvalifikována ve finále, stíhací závod družstev – 8. místo) a krátce poté získala stříbrnou medaili v týmovém sprintu na světovém šampionátu 2022.